# الحب المكروه (فلم)
الحب المكروه فيلم دراما مصري، قصة وسيناريو وإخراج عبد الله بركات، وكتب الحوار وكلمات الأغاني عبد العزيز سلام. الفيلم من بطولة محسن سرحان وعقيلة راتب وحسين رياض وزوزو ماضي وتدور الأحداث حول حياة موظف شاب ناجح في عمله، وفي بيته مع زوجته وطفلته، في حين تسكن بجوارهم أسرة يسعى عائلها بكل الطرق للإيقاع بالزوجة.
صدر الفيلم إلى دور العرض المصرية في 9 فبراير 1953.
عرض في سينما كوزمو بالقاهرة وسينما الوطنية بالمحلة الكبرى وسلمى بالزقازيق
منح موقع قاعدة بيانات الأفلام العربية «السينما.كوم» الفيلم درجة 5.8/ 10.

## أحداث الفيلم
يعيش منير سعيد (محسن سرحان)، سكرتير شركة الأقطان المصرية، سعيداً مع زوجته إلهام (عقيلة راتب) وابنته الصغيرة سهام (نادية الشناوي). يصادق خادم الأسرة الصعيدي عمر (عمر الجيزاوي)، الخادمة نفيسة (كوكب صادق)، التي تعمل عند الجيران الجدد، ويعلم منها أنهم أنفقوا مبلغاً كبيراً لامتلاك هذه الشقة، مما يدل على ثرائهم. يتقابل منير مع الجار الجديد بالمصعد، الذي يعرفه بنفسه، بأنه رجل الأعمال حامد ناصف (حسين رياض)، وهو من عملاء الشركة التي يعمل بها منير، ويدعوه لزيارته بصحبة زوجته للتعرف على زوجته سعاد (زوزو ماضى). كان حامد رجل مولع بمطاردة النساء، وله علاقات نسائية كثيرة، وقد تزوج من سعاد الثرية من أجل أموالها، واستغل حبها له، وادار لها أعمالها، للاستيلاء على أموالها والإنفاق على ملذاته. تثير إلهام، زوجة منير، رغبة حامد ويسعى لغوايتها، ويستغل صلة التعارف، ويكيل لها المديح والغزل، ولكن إلهام لا تستجب له. يعمد حامد إلى زوجها منير، ويصحبه في سهراته وملذاته، ويعرفه بصديقته الراقصة آمال (لولا عبده) ويطلب منها غوايته. يعتاد منير لعب القمار وشرب الخمر، ويخسر مبلغاً كبيراً من المال كان قد استولى عليه من أموال شركته. يصبح منير مطالباً بمبلغاً كان المفروض أن يودعه البنك، ويصبح لزاماً عليه السداد أو التعرض للسجن. تطلب إلهام من جارتها الثرية سعاد أن تقرضها المبلغ، ولكن سعاد تعتذر، ويساوم حامد جارته إلهام على شرفها، مقابل السداد، وترفض إلهام في البداية، ولكنها تنساق إلى رغبة حامد الذي يسدد المبلغ، ويوافق رئيس الشركة على التسوية، ولكنه يفصل منير من العمل. تعود إلهام وترفض تسليم نفسها لحامد الذي يعمد لنشر خبر الاختلاس بالصحف، حتى يفشل منير في العثور على عمل جديد. تبيع إلهام مصاغها وعفش بيتها. يعود حامد ويحاول مع إلهام للمرة الأخيرة، ولكنها تطرده مما يجعله يفكر في التخلص من منير بقتله، ويبدأ في البحث عن منير، الذي كتب خطاب لزوجته إلهام وألقاه بالبريد يعلنها بانتحاره، ولكن يقابله حامد، ويستدرجه للصحراء ويطلق عليه النار. يعثر بعض المارة على منير وينقلوه للمستشفى ويتم إنقاذه. يصل خطاب منير إلى إلهام، وتظن أن زوجها قد مات، وتقوم بالبحث عن جثته في كل مكان. بعرض حامد على إلهام الزواج وتبنى طفلتها، ولكنها أيضا ترفض. تواجه سعاد زوجها، وتخبره أنها رأت كل شيء، ويظن أنها كانت تراقبه وهو يقتل منير، فيحاول التخلص منها بخنقها، ولكنه يتوقف عند دخول الخادمة نفيسه عليه، ويدعى أن سعاد مغشياً عليها، ويطلب منها استدعاء الطبيب حسن (لطفى الحكيم) الذي يحرر وصفة العلاج ولكن حامد يرفض احضار الدواء لتقضى سعاد نحبها. يقدم حامد على إغتصاب إلهام، وتقاومه حتى يصل منير، وينقذ زوجته وقبل ان يهم بإطلاق النار عليه، تظهر سعاد وتطلق النار على زوجها وتجلس إلى جوار الجثة تبكى، فقد كانت تحبه.

## طاقم التمثيل
- محسن سرحان: في دور منير سعيد (سكرتير شركة الأقطان المصرية)

- عقيلة راتب: في دور إلهام (زوجة منير سعيد)

- حسين رياض: في دور حامد ناصف (جار منير الثري وعميل شركة الأقطان)

- زوزو ماضي: في دور سعاد (زوجة حامد ناصف)

- عمر الجيزاوي: في دور عمر (خادم أسرة منير سعيد)

- كوكب صادق: في دور نفيسة (خادمة أسرة حامد ناصف)

- نادية الشناوي: في دور الطفلة سهام منير (أبنة منير وإلهام)

- لولا عبده: في دور آمال (الراقصة)

- لطفي الحكيم: في دور الدكتور حسن

- سلامة إلياس: في دور مقدم فقرات برنامج الكباريه

- فوزي توفيق: في دور فوزي (مدير شركة الأقطان المصرية)

بالاشتراك مع: عائشة حسن (غناء) - فاطمة علي (غناء) - كيتي (استعراض الرقص) - أنور زكي - محمد الأسيوطي - السيد فهمي - كمال عبد العزيز - محسن حسنين - محمد صبيح.

## أغاني الفيلم
أغنية نص الليل غناء: عائشة حسن - كلمات: عبد العزيز سلام - ألحان: حسين جنيد.
أستعراض اسقي الورد يا خولي الورد غناء: فاطمة علي - كلمات: إبراهيم كامل رفعت - ألحان: خليل المصري.

## روابط خارجية
- مقالات تستعمل روابط فنية بلا صلة مع ويكي بيانات
- الحب المكروه على الدهليز
- الحب المكروه على كاروهات